# Део села Бистрица
Део села Бистрица представља непокретно културно добро као просторна културно-историјска целина од великог значаја. Село Бистрица припада типу збијених сеоских насеља. Налази се поред истоимене реке, на око 15km југоисточно од Петровца на Млави. Први сачувани помен о селу налази се у повељи Кнеза Лазара издатој приликом оснивања манастира Горњак 1387. године.
Специфична локација и природни услови овог краја условили су стварање јединствене руралне целине састављене од стамбених и привредних објеката народног градитељства. У делу села Бистрица сачувано је десет воденица поточара и три ваљавице из 19. века, салаш из 19. века, црквиште са остацима старог манастира и новом црквом, стари сеоски центар са објектима јавне намене, као и старе куће брвнаре, полубрвнаре, чатмаре и куће зидане каменом из 19. и са почетка 20. века. Рурална структура и делимично сачувани објекти омогућавају праћење историјског развоја, ширење села, архитектуре објеката, њихову намену и опремљеност.
У склопу просторно културно-историјске целине налазе се: ваљавице Марјановића, Томашевића, Новичић Милана, воденице Николић Бранислава, Милошевић Радосава, Јовић Ратка, Марјановић Мирослава, Миљковић Милорада, Томашевић Бране, Младеновић Животе, Здравковић Душана, Јоксимовић Драгутина, црква из 1936. године са црквиштем, ваљавица испод цркве, салаш Томашевић Стојана, куће Антић Невенке, Савић Чеде, зграда месне заједнице, зграда старе школе, куће Стевановић Мирослава, Живановић Стане, кућа са помоћним зградама Стефановић Наталије и зграда механе Николић Животе.
Утврђивању ове руралне просторне културно-историјске целине претходило је проглашење ваљавице Томашевића у Бистрици за споменик културе 1982. године.

## Галерија
Недељкова и Миланова воденица
Ружанска воденица
Павићевска воденица
Велика воденица
Јуланска воденица
Томашка воденица
Милисавчићи воденица
Здравковићева воденица
Ивкова воденица